# Pilot 117 SE
Pilot 117 SE är en svensk lotsbåt som byggdes 2002 som Tjb 117 av Marine Alutech Oy Ab i Tykö i Finland för Sjöfartsverket i Norrköping. Tjb 117 stationerades vid Umeå lotsplats. År 2005 döptes båten om till Pilot 117 SE.